# Molophilus (Molophilus) nodicornis
Molophilus (Molophilus) nodicornis is een tweevleugelige uit de familie steltmuggen (Limoniidae). De soort komt voor in het Palearctisch gebied.